# Kalkatská univerzita
Kalkatská univerzita je indická veřejná státní univerzita, sídlící v Kalkatě. Založena byla 24. ledna 1857, a to jakožto první sekulární univerzita západního typu v celé Asii. Univerzita je strukturována do osmi fakult (zemědělská, humanitní, ekonomická, sociálního blahobytu a managementu, pedagogicko-žurnalisticko-knihovnická, inženýrsko-technologická, umělecká, právnická) a 65 kateder. Navíc má osmnáct výzkumných center. Na univerzitě působili čtyři nositelé Nobelovy ceny (Rabindranath Tagore, Chandrasekhara Venkata Raman, Ronald Ross, Amartya Sen). V žebříčku QS World University Rankings 2016-2017 se umístila na 651.-700. místě na světě, 175. v Asii.